# إعلان دلهي
مؤتمر نيودلهي أو إعلان دلهي هو اجتماع دولي عٌقد في عام 1959 في نيودلهي، وحضره 185 فردًا من القضاة والمحامين وأساتذة القانون من 53 دولة مختلفة من أنحاء العالم تحت راية المفوضية الدولية لرجال القانون. والموضوع المحوري الذي دار حوله المؤتمر هو «سيادة القانون في مجتمع حر». ونجح المؤتمر في إتمام تطوير المبادئ والإجراءات الكامنة وراء مفهوم سيادة القانون، إلى جانب توضيح المفهوم ذات نفسه.

## التاريخ
تُعد النسخة الخاصة بمفهوم سيادة القانون الذي روجها رجل القانون البريطاني ألبيرت دايسي عام 1885 هي نسخة مؤثرة في الثقافة الأنجلوأمريكية. وتتكون معتقدات دايسي عن سيادة القانون من ثلاثة أجزاء:
- الهيمنة المطلقة للقانون «الاعتيادي»، وذلك على نقيض زيادة نفوذ القوانين التعسفية وغياب السلطة الرقابية من جانب الحكومة. فلا يصح أن يُعاقب المرء أو أن يتم إيذاؤه جسديًا أو الإضرار بممتلكاته إلا عند ثبوت الإخلال بالقانون بأسلوب قانوني اعتيادي أمام محكمة اعتيادية.
- المساواة أمام القانون. يخضع جميع الأفراد بغض النظر عن كونهم أصحاب مناصب عليا أو مواطنين عاديين إلى نفس المسائلة القانونية أمام ذات المحاكم.
- الدستور هو نتاج قوانين البلد الاعتيادية التي أسسها القضاة بناءً على كل حالة بمفردها. مما يعني أن الدستور متغلغل في نسيج القانون وليس قانونًا مفروضًا من قبل سلطة عليا. وهذا المبدأ ما هو إلا حجة للدفاع عن دستور المملكة المتحدة الذي لا يندرج تحت وثيقة واحدة مثل بقية الدساتير.

أما في الوقت المعاصر يرى رجال القانون أن مبدأ سياسة القانون هو مبدأ سياسي أو أخلاقي في جوهره، ورغم ذلك فهو مبدأ مهم جدًا، فهو يؤثر على الاسلوب الذي تُصاغ به القوانين وتُنفّذ. وهو يتعلق بفكرة الانتظام، وحرية الوصول إلى المحاكم، والإجراءات العادلة، والوفاء بالتوقعات. وسيادة القانون على حد وصف دايسي هو العامل السياسي الذي أدى إلى سن قانون الإجراءات الملكية لعام 1947 في المملكة المتحدة. وقبل اعتماد ذلك القانون كانت الحكومة المركزية التي تتمثل في الملك مُحصنة ضد المسائلة القانونية عن الإخلال بالعقود أو عن الضرر الذي يتسبب فيه أتباع الملك.
وعقب انتهاء الحرب العالمية الثانية بُذلت عدة محاولات لصياغة مجموعة قواعد مُلزمة لجميع الدول لضمان حقوق الإنسان الأساسية. وقد استندت محاكم نورنبيرغ لمجرمي حرب القيادة النازية التي نظمها الحلف المنتصر على افتراض أن بعض قوانين ألمانيا النازية غير صالحة لأنها كانت منافية للمعايير الأخلاقية التي تتفق عليها جميع الأمم المتحضرة. وقد يثير هذا الأسلوب في التعامل مع القانون عدة تساؤلات فلسفية عميقة، ولكن دور مواثيق ومعاهدات حقوق الإنسان الحديثة لا تفتعل مثل هذه الجلبة. وتتضمن تلك المواثيق: الإعلان العالمي لحقوق الإنسان (عام 1948)، وميثاق دلهي أو مؤتمر نيودلهي (عام 1959).

## المفهوم الحديث لسيادة القانون

### مقدمة
أفضى مؤتمر دلهي إلى ثلاثة نقاط هامة متعلقة بمفهوم سيادة القانون:
- أولًا، أن الفرد يتمتع بعدة حقوق وحريات وله الحق في مطالبة الدولة بحماية تلك الحقوق والحريات.
- ثانيًا، استقلالية السلطة القضائية هي ضرورة مطلقة لا نقاش فيها، وكذلك الحال مع مهنة المحاماة ووجود آلية فعالة لحماية الحقوق الأساسية والحريات.
- ثالثًا، أن تهيئة الظروف الاجتماعية والاقتصادية والثقافية المناسبة شرط ضروري من أجل أن يعيش الناس حياة كريمة وأن يحققوا تطلعاتهم المشروعة.

وحتى تتمكن المفوضية من التحضير للمؤتمر، عُقد اجتماع تحضيري في لاهاي، هولندا في السابع والثامن من يوليو 1958. ووُكلت مهمة صياغة المسودة الخاصة بالمؤتمر إلى الأمين العام لمحكمة العدل الدولية، نورمان مارش. واستندت المسودة التي تتكون من 134 صفحة على المعلومات المستمدة من استطلاعات الرأي التي أجريت على المحامين والمؤسسات القانونية من قبل الأمانة الخاصة بمحكمة العدل الدولية على مدار سنة 1957. وانقسمت تلك المعلومات إلى الفصول الأربعة التالية:
- السلطة التشريعية وسيادة القانون
- السلطة التنفيذية وسيادة القانون
- الإجراءات الجنائية وسيادة القانون
- السلطة القضائية ومهنة القضاء تحت سيادة القانون

وتكفلت كل لجنة من اللجان المنعقدة أثناء المؤتمر بمناقشة أحد المواضيع الأربعة مع الاستعانة بالمسودة لوضع حجر الأساس للنقاش. وعُرضت تقارير واستنتاجات اللجان على مدار جلستين، وعُرضت النصوص الأصلية بالتبعية أمام لجنة توجيهية للمراجعة، وبناءً عليه قدمت اللجنة الاستنتاجات النهائية في أثناء جلسة النقاش الختامية.

### السلطة التشريعية وسيادة القانون
أقرت اللجنة المعنية بالسلطة التشريعية أنه بموجب مبدأ سيادة القانون يتوجب على الجهاز التشريعي أن يهيئ الظروف التي تدافع عن كرامة الإنسان وأن يحافظ عليها. وذلك يتضمن الاعتراف بالحقوق المدنية والسياسية بالإضافة إلى تهيئة الظروف الاجتماعية والاقتصادية والتعليمية والثقافية التي تعتبرها اللجنة ضرورية من أجل تنمية شخصية الفرد تنمية كاملة.
وأقرت اللجنة أيضًا بأهمية وضع معايير دنيا ومبادئ لتنظيم دور الفرد في المجتمع من أجل سيادة القانون. ولكن تلك المعايير تقتضي وضع قيود معينة على السلطة التشريعية. ويجب أن تترسخ تلك القيود داخل الدستور، وأن تُصان بواسطة سلطة قضائية مستقلة.
وطبقًا لاستنتاجات اللجنة فإن السلطة التشريعية يجب أن تتولى مسؤولية الترفع من سن تشريعات تأديبية بأثر رجعي، وألا تتحيز في قوانينها لصالح مواطن على حساب آخر، وألا تتدخل في حرية الاعتقاد، وألا تحرم أعضاء المجتمع من حقهم في وجود حكومة مسؤولة، وألا تفرض أي قيود على حرية التعبير أو التجمهر أو التنظيم، وألا تعرقل ممارسة الحقوق والحريات الأساسية للفرد، وأن تتيح الآليات الإجرائية لحفظ الحريات المذكورة أعلاه.

### السلطة التنفيذية وسيادة القانون
وأفضت اللجنة المعنية بالسلطة التنفيذية إلى أن منح السلطة من الجهاز التشريعي إلى الجهاز التنفيذي يجب أن يتم في أضيق الحدود الممكنة، ويجب أن يحدد الجهاز التشريعي نطاق السلطة المُخولة والهدف منها، بالإضافة إلى تحديد الإجراءات التي تضع قرارات تلك السلطة داخل حيز التنفيذ. ويجب أن يتكفل كيان قضائي مستقل بمسؤولية مراجعة التشريعات التي يصدرها الجهاز التنفيذي (وهو ما يُعرف بالمراجعة القضائية).
وعندما يؤثر الجهاز التنفيذي بشكل مباشر وسلبي على شخص ما أو على حقوق الملكية الخاصة بالفرد، فمن حق الطرف المتضرر أن يعرض دعواه أمام المحكمة، كما أن له الحق في طلب تعويض مناسب. وفي حالة غياب آلية مراجعة قضائية يجب وضع إجراءات مسبقة للاستماع والمسائلة والاستشارة مما يعطي فرصة مناسبة للطرف المتضرر أن يعرض دعواه.
وأفضت اللجنة كذلك إلى أنه يمكن تعزيز سيادة القانون عن طريق إلزام الجهاز التنفيذي بصياغة الأسباب الكافية لتبرير قراراته وإيصال تلك الأسباب للأطراف المعنية عند الطلب.

### الإجرائات الجنائية وسيادة القانون
ونظرت اللجنة في أمر تطبيق مبدأ سيادة القانون على مجال الإجراءات الجنائية. ووضحت اللجنة بضعة قواعد ضرورية لضمان الامتثال لمبدأ سيادة القانون.
وأفضت اللجنة إلى منع تشريع القوانين التأديبية بأثر رجعي، وأكدت على مبدأ قرينة البراءة الذي يشترط إرساء الحقائق التي تثبت خطأ الافتراض الأولي قبل أن ينتقل عبء الإثبات من طرف إلى آخر.
وفيما يتعلق بالقبض على الأفراد: فيجب أن تُنظم سلطة إلقاء القبض على الناس، ويجب أن يُخبر الشخص المقبوض عليه بسبب اعتقاله في التو واللحظة، ويحق له الوصول إلى مستشار قانوني وأن يمثل أمام السلطة القضائية في غضون مهلة قصيرة من الزمن.
وفيما يتعلق باحتجاز الأفراد قبل محاكمتهم، ذكرت اللجنة حقوق المقبوض عليهم، ومن بين تلك الحقوق حق طلب الخروج من الحجز عن طريق دفع كفالة.
كما توصلت اللجنة إلى استنتاجات تخص تجهيز دفاع المدعي عليه والواجبات الدنيا المفروضة على المدعي. ومن بين تلك الواجبات ألا يحجب المدعي أي أدلة تصب في مصلحة المدعي عليه من العرض.
وفيما يتعلق بفحص المتهم فرضت اللجنة تطبيق معايير دنيا مثل احترام حق المدعي عليه في الترفع عن إدانة نفسه، ووضعت بنودًا لضمان سلامة المتهم الجسدية والنفسية.
كما توصلت اللجنة إلى استنتاجات تخص المحاكمة العلنية في القضايا الجنائية، وحق الطعن على الحكم وحق المطالبة بتعويضات.
وأخيرًا توصلت اللجنة إلى أن مبدأ سيادة القانون لا يشترط تطبيق أي نظرية معينة فيما يخص أسلوب العقاب، ولكنه يستنكر العقوبات أو الإجراءات الوقائية التي تتسم بالوحشية أو الإفراط، وبناءً عليه دعمت اللجنة تبني التدابير الإصلاحية كلما استلزم الأمر.

### السلطة القضائية ومهنة القضاء تحت سيادة القانون
أكدت اللجنة المعنية بالجهاز القضائي ومهنة القضاء على أهمية وجود جهاز قضائي مستقل للوفاء بمبدأ سيادة القانون. ويجب الحفاظ على استقلالية القضاء بواسطة تدابير معينة مثل التعاون بين أحد فرعي السلطة على الأقل (مثل الجهاز التشريعي مع الجهاز القضائي) في مهمة تعيين القضاة. بالإضافة إلى ذلك اعتبرت اللجنة مبدأ عدم جواز عزل السلطة القضائية إجراء وقائي هام للمحافظة على سيادة القانون.
وفيما يتعلق بمهنة القضاء اقتضت اللجنة ضرورة وجود منظمة معنية بمهنة القضاء تدير أحوالها بنفسها بكامل حريتها. ومع الأخذ في الاعتبار أن المحامي يحق له الموافقة على الدفاع عن أي قضية تُعرض أمامه بكامل حريته، يجب عليه أيضًا في بعض الأحيان أن يدافع عن الأشخاص ممن لا يتعاطف معهم.
وواجهت اللجنة مسألة المساواة في الوصول إلى العدالة. واعتبرت اللجنة أنه من واجبات القضاة الأولية أن يبذلوا قصارى جهودهم لضمان الوصول إلى الاستشارة القانونية المناسبة والحصول على التمثيل القضائي الكافي لجميع الأفراد على حد سواء. ولكن يجب على الدولة والمجتمع أن يساعدوا القضاة في أداء تلك المسؤولية.